# Taras Bulba (roman)
För andra betydelser, se Taras Bulba.
Taras Bulba (diakritiskt tecknad ryska: Тара́с Бу́льба, Tarás Búl'ba) är en kort historisk roman av Nikolaj Gogol. Den kom ut första gången 1835 i en samling som hette Mirgorod. Romanen omarbetades och utökades 1842. Gogol var själv en professionell historiker och använde material vid sammanställningen av sin roman.
År 2009 bidrog kulturministeriet i Ryssland med medel att spela in filmen Taras Bulba av regissören Vladimir Bortko, som fick en rysk vinkling. Detta gjordes i samband med 200-årsfirandet av Gogols födelsedag för att ge uttryck för Gogols ryskhet.

## Handling
Handlingen i romanen utspelas under 1637–1638 års bonde- och kosackuppror mot den polska kronan, vilka leddes av Dmytro Hunja och Jakiv Ostrjanyn. Gogol ska ha använt sig av ögonvittnesskildringar, däribland från den polske biskopen Szymon Okolski (1580-1653) som var med och kväste kosackupproret.
Romanens huvudperson Taras Bulba har två söner, Ostap och Andrij, som återvänder från sina studier i Kiev. Snart utbryter kosackernas uppror mot polackerna ut och Andrij försvinner; utan faderns vetskap har Andrij gått över i polsk tjänst. I ett slag vid Dubno lockar Taras ut Andrij i ett skogsbryn under förevändning att han vill prata med honom. Det är dock en falsk förespegling och istället dödar han sin son.
Den andra sonen, Ostap, hamnar i fångenskap medan den sårade Taras förs till kosackernas näste i Zaporizja Sitj. Efter tillfrisknandet ber Taras en jude vid namn Jankel att i hemlighet föra honom till Warszawa för att försöka köpa sin son fri från fångenskap. Taras bevittnar hur Ostap blir torterad på stadstorget, varefter Taras jagas och försvinner från staden.
Taras återkommer med sitt regemente som ingår i en större kosackarmé på 120 000 soldater. Kosackerna lägger märke till Taras stora hämndlystnad. Den besegrade polske hetmanen Nikolaj Potocki (Mikołaj Potocki) lovar att inte gå emot kosackerna i framtiden och en fred sluts mellan parterna, vilket inte Taras går med på. Han rider runt i Polen och fortsätter hämnas sin döde son.
Fem regementen under ledning av Potocki hinner till slut upp Taras kosacker (som har slagit sig till vila i en fästning nära floden Dnjestr). Slaget varar i fyra dagar, under vilket några kosacker undkommer; Taras blir dock tillfångatagen. Polackerna binder fast honom med järnkedjor vid en ek, spikar fast hans händer i trädet och startar en brasa under honom. I sin sista stund ropar Taras till sina kamrater att dessa måste fly på sina båtar och fortsätta kampen i väntan på en ny Tsar.